# Ferdinand Kowarz
Ferdinand Kowarz (* 23. Februar 1838 in  Planá u Českých Budějovic; † 22. September 1914 in Franzensbad) war ein böhmisch-österreichischer Entomologe, spezialisiert auf Zweiflügler (Diptera).

## Leben
Kowarz studierte an der Berg- und Forstakademie Schemnitz und war dann bei der Telegraphenverwaltung in Asch, Wien, Losontz und Franzensbad beschäftigt. 1886 wurde er Postbeamter und ging 1901 als Oberpostverwalter in Pension. 
Er sammelte Dipteren vor allem aus Mitteleuropa. Er war von Ignaz Rudolph Schiner und Hermann Loew beeinflusst und veröffentlichte auch wissenschaftlich zu Dipteren. Von ihm stammen viele Erstbeschreibungen. Er befasste sich besonders mit Langbeinfliegen (Dolichopodidae) und wandte die Chaetotaxie auf die Systematik der Dipteren an.
Seine großen Sammlungen kamen größtenteils nach Sankt Petersburg, an das Oberösterreichische Landesmuseum in Linz und das Naturhistorische Reichsmuseum in Stockholm. Kowarz handelte aber auch mit Insekten. Die Sammlung des englischen Dipteren-Sammlers George Henry Verrall beherbergte ebenfalls von Kowarz gesammelte Exemplare.

## Schriften
- Catalogus insectorum faunae bohemicae,II. Fliegen (Diptera) Böhmens. Prag, 1894